# 1648
| [ Edytuj tabelę ]              | |
| Król Polski                    | - 1632 Władysław IV Waza 1648 - 1648 Jan Kazimierz 1668                                                                                       |
| Współksiążęta Andory           | - 1634 Pau Duran 1651 - 1643 Ludwik XIV 1715                                                                                                  |
| Król Anglii i Szkocji          | - 1625 Karol I 1649 |
| Elektor Bawarii                | - 1623 Maksymilian I Bawarski 1651 |
| Elektor Brandenburgii          | - 1640 Fryderyk Wilhelm 1688 |
| Sułtan Brunei                  | - 1619 Abdul Jailul Akhbar 1649 - 1625 Muhammad Ali 1660                                                                                      |
| Cesarz Chin                    | - 1644 Shunzhi 1661 |
| Król Czech                     | - 1637 Ferdynand III Habsburg 1657 |
| Król Danii                     | - 1588 Chrystian IV 1648 - 1648 Fryderyk III 1670                                                                                             |
| Dalajlama                      | - 1617 Lobsang Gjaco 1682 |
| Cesarz Etiopii                 | - 1632 Fasiledes 1667 |
| Król Francji                   | - 1643 Ludwik XIV 1715 |
| Król Hiszpanii                 | - 1621 Filip IV 1665 |
| Landgraf Hesji-Kassel          | - 1637 Wilhelm VI Sprawiedliwy 1663 |
| Stadhouder Holandii            | - 1647 Wilhelm II Orański 1650 |
| Szach Iranu                    | - 1642 Abbas II 1666 |
| Państwo Wielkich Mogołów       | - 1627 Szahdżahan 1658 |
| Król Irlandii                  | - 1625 Karol I Stuart 1649 |
| Cesarz Japonii                 | - 1643 Go-Kōmyō 1654 |
| Kalif                          | - 1640 Ibrahim I 1648 - 1648 Mehmed IV 1687                                                                                                   |
| Patriarcha Konstantynopola     | - 1646 Joannik II 1648 - 1648 Parteniusz II 1651                                                                                              |
| Władca Korei                   | - 1623 Injo 1649 |
| Książę Kurlandii i Semigalii   | - 1642 Jakub Kettler 1682 |
| Książę Liechtensteinu          | - 1627 Karol Euzebiusz 1684 |
| Książę Monako                  | - 1612 Honoriusz II 1662 |
| Król Nawarry                   | - 1643 Ludwik XIV 1710 |
| Król Norwegii                  | - 1588 Chrystian IV 1648 - 1648 Fryderyk III 1670                                                                                             |
| Sułtan Omanu                   | - 1624 Nasir ibn Murszid 1649 |
| Elektor Palatynatu             | - 1623 Maksymilian I Bawarski 1648 - 1648 Karol I Ludwik 1680                                                                                 |
| Papież                         | - 1644 Innocenty X 1655 |
| Książę Parmy i Piacenzy        | - 1646 Ranuccio II 1694 |
| Król Portugalii                | - 1640 Jan IV 1656 |
| Książę w Prusach               | - 1640 Fryderyk Wilhelm Wielki Elektor 1688                                                                                                   |
| Car Rosji                      | - 1645 Aleksy I 1676 |
| Cesarz Rzymski (niemiecki)     | - 1637 Ferdynand III Habsburg 1657 |
| Kapitanowie Regenci San Marino | - 1647 Bartolomeo Belluzzi Marino Gabrielli 1648 - 1648 Giacomo Belluzzi Giovanni Serafini 1648 - 1648 Giuliano Gozi Pier Leone Corbelli 1649 |
| Elektor Saksonii               | - 1611 Jan Jerzy I Wettyn 1656 |
| Król Szwecji                   | - 1632 Krystyna Waza 1654 |
| Król Tajlandii                 | - 1630 Prasat Thong 1655 |
| Sułtan Turków                  | - 1640 Ibrahim I 1648 - 1648 Mehmed IV 1687                                                                                                   |
| Doża Wenecji                   | - 1646 Francesco Molino 1655 |
| Król Węgier                    | - 1637 Ferdynand IV 1654 |
| Książęta Wirtembergii          | - 1628 Eberhard III 1674 |

Rok 1648 / MDCXLVIII
stulecia: XVI wiek ~
XVII wiek ~
XVIII wiek

lata: 1638 «
1643 «
1644 «
1645 «
1646 «
1647 «
1648
» 1649
» 1650
» 1651
» 1652
» 1653
» 1658

## Wydarzenia w Polsce
- 10 lutego – Władysław IV Waza nadał prawa miejskie Pradze, leżącej na prawym brzegu Wisły naprzeciwko Warszawy.
- Kwiecień – wybuchło powstanie Bohdana Chmielnickiego.
- 29 kwietnia – powstanie Chmielnickiego: rozpoczęła się bitwa nad Żółtymi Wodami.
- 16 maja – powstanie Chmielnickiego: wojska polskie zostały rozbite przez Kozaków nad Żółtymi Wodami.
- 26 maja – powstanie Chmielnickiego: polskie wojsko kwarciane dowodzone przez hetmanów: wielkiego koronnego Mikołaja Potockiego i polnego Marcina Kalinowskiego zostało pobite pod Korsuniem przez sprzymierzone oddziały kozacko-tatarskie pod dowództwem Bohdana Chmielnickiego i Tuhaj-beja; zdołało się przebić tylko 650 jazdy pułkownika Koryckiego, obaj hetmani dostali się do niewoli.
- 16 lipca – zebrał się sejm konwokacyjny po śmierci króla Władysława IV Wazy.
- 26 lipca – powstanie Chmielnickiego: rozpoczęła się bitwa pod Konstantynowem.
- 28 lipca – powstanie Chmielnickiego: zwycięstwo wojsk polskich w bitwie pod Konstantynowem.
- 23-25 września – powstanie Chmielnickiego: wojska polskie wycofały się spod Piławiec, zostawiając Kozakom cały obóz z artylerią.
- 2 października – na wieść o klęsce pod Piławcami poddaje się Kozakom po 5 miesiącach oblężenia, polska twierdza w Kudaku nad Dnieprem.
- 6 października-19 listopada – w Warszawie obradował sejm elekcyjny[1].
- 20 listopada – Jan Kazimierz Waza został wybrany na króla Polski.
- 12 listopada – powstanie Chmielnickiego: po wypłaceniu okupu Kozacy zakończyli oblężenie twierdzy Zamość.

## Wydarzenia na świecie
- 30 stycznia – Hiszpania uznała niepodległość Republiki Zjednoczonych Prowincji.
- 23 marca – Francja i Holandia dokonały podziału karaibskiej wyspy Saint Martin/Sint Maarten.
- 1 maja lub 5 maja – VI wojna wenecko-turecka: wojska tureckie rozpoczęły oblężenie Kandii na Krecie.
- 8 maja – angielska wojna domowa: zwycięstwo wojsk parlamentu nad rojalistami w bitwie pod St. Fagans.
- Koniec maja – 11 lipca – angielska wojna domowa: oblężenie Pembroke.
- 17 maja – wojna trzydziestoletnia: zwycięstwo wojsk francusko-szwedzkich nad niemieckimi w bitwie pod Zusmarshausen.
- 1 czerwca – w Moskwie wybuchł bunt solny.
- 12 czerwca – angielska wojna domowa: nierozstrzygnięta bitwa pod Mauchline Muir.
- 24 czerwca – angielska wojna domowa: zwycięstwo wojsk Parlamentu w bitwie pod Maidstone.
- 11 lipca – angielska wojna domowa: zakończyło się oblężenie Pembroke.
- 17-19 sierpnia – angielska wojna domowa: Oliver Cromwell pokonał Szkotów i rojalistów w bitwie pod Preston.
- 20 sierpnia – II wojna francusko-hiszpańska: wojska hiszpańskie pokonane przez siły francuskie w bitwie pod Lens.
- 24 października – zawarto pokój westfalski, kończący wojnę trzydziestoletnią, traktat pokojowy zapewnił wolność wyznania luteranom i kalwinistom w Rzeszy, uznał niepodległość Szwajcarii, Francji przyznawał m.in. Alzację, Szwecji – część Pomorza.
- 11 grudnia – w Kijowie wybuchło kozackie powstanie.
- Siemion Dieżniow odkrył i przepłynął Cieśninę Beringa.

## Urodzili się
- 1 stycznia – Elkanah Settle, angielski poeta i dramatopisarz (zm. 1724)
- 13 marca – Anna Henrietta Bawarska, księżniczka Palatynatu-Simmern, księżna Condé (zm. 1723)
- 13 kwietnia – Madame Guyon, francuska mistyczka (zm. 1717)
- 26 kwietnia – Piotr I, król Portugalii z dynastii Bragança (zm. 1706)
- 2 lipca – Arp Schnitger, niemiecki organmistrz (zm. 1719)
- 15 lipca – Hieronim Wierzbowski, polski duchowny katolicki, kustosz warszawski, wikariusz generalny poznański, prepozyt poznański i oficjał poznański (zm. 1713)
- 4 sierpnia – Jean Casimir Baluze, francuski dyplomata, urodzony w Polsce i hołdujący sarmackim zwyczajom (zm. 1718)
- 12 listopada – Louis-Hector de Callière, francuski żołnierz i administrator, gubernator generalny Nowej Francji (zm. 1703)

## Zmarli
- 15 stycznia – Franciszek de Capillas, hiszpański dominikanin, misjonarz, męczennik, święty katolicki (ur. 1607)
- 28 lutego – Chrystian IV Oldenburg, król Danii i Norwegii, (ur. 1577)
- 11 marca − Jan Działyński, wojewoda chełmiński, starosta pokrzywnicki, pucki i kowalewski (ur. 1590)
- 12 marca – Tirso de Molina, hiszpański dramaturg i poeta, autor pierwszej wersji historii o Don Juanie (ur. 1579)
- 21 marca – Leon Modena, żydowski uczony, poeta, muzyk i rabin (ur. 1571)
- 11 kwietnia – Matthäus Apelt, niemiecki kompozytor (ur. 1594)
- 19 maja – Stefan Potocki, starosta niżyński, polski dowódca wojskowy (ur. ok. 1624)
- 20 maja – Władysław IV Waza, król Polski, tytularny król Szwecji, czasowo car Rosji (ur. 1595)
- 4 lipca – Antoni Daniel, święty Kościoła katolickiego, męczennik, francuski jezuita, misjonarz w Kanadzie (ur. 1601)
- 20 sierpnia – Edward Herbert z Cherbury, angielski baron, filozof, myśliciel religijny, poeta, polityk, dyplomata (ur. 1583)
- 25 sierpnia – Józef Kalasancjusz, hiszpański duchowny katolicki, założyciel zakonu pijarów, reformator oświaty, święty (ur. 1557)
- 1 września – Marin Mersenne, francuski teolog, filozof, matematyk i teoretyk muzyki (ur. 1588)
- 5 września – Atanazy Brzeski, mnich prawosławny, przełożony monasteru św. Symeona Słupnika w Brześciu (ur. ok. 1597)
- 20 września – Ivan Lukačic, chorwacki kompozytor (ur. 1587)
- 25 grudnia – Klaudia Medycejska, księżniczka Toskanii, arcyksiężna Austrii (ur. 1604)
- data dzienna nieznana: 
  - Susanna Hall, najstarsza córka Williama Shakespeare’a i Anne Hathaway (ur. 1582)
  - Maksym Krzywonos, pułkownik kozacki, jeden z głównych przywódców powstania Chmielnickiego (ur. ?)
  - Konstancja Ligęza, właścicielka Rzeszowa (ur. ?)
  - Piotr Potocki, rotmistrz wojsk koronnych, starosta śniatyński (ur. 1629)

## Święta ruchome
- Tłusty czwartek: 20 lutego
- Ostatki: 25 lutego
- Popielec: 26 lutego
- Niedziela Palmowa: 5 kwietnia
- Wielki Czwartek: 9 kwietnia
- Wielki Piątek: 10 kwietnia
- Wielka Sobota: 11 kwietnia
- Wielkanoc: 12 kwietnia
- Poniedziałek Wielkanocny: 13 kwietnia
- Wniebowstąpienie Pańskie: 21 maja
- Zesłanie Ducha Świętego: 31 maja
- Boże Ciało: 11 czerwca